# Чачалака рудогуза
Чачалака рудогуза (Ortalis ruficauda) — вид куроподібних птахів родини краксових (Cracidae).

## Поширення
Поширений на північному сході Колумбії, на півночі Венесуели та на острові Тобаго. Він також присутній на острові Бекія та на острові Юніон на архіпелазі Гренадини. Живе на деревах в лісах та рідколіссях.

## Опис
Птах середнього розміру, зовні схожий на індика, з невеликою головою, довгими міцними ногами і довгим широким хвостом. Зазвичай має довжину 53–58 см; самиця важить до 540 г, самець до 640 г. Оперення тьмяне, темно-коричневе на спині і світліше на череві. Голова сіра, а коричневий хвіст має червонуватий або білий кінчик залежно від підвиду.

## Спосіб життя
Соціальний птах, часто спостерігається в сімейних групах. Зазвичай він переміщається по гілках у пошуках плодів і насіння, якими харчується. Він воліє не літати на великі відстані. Гніздо будується з гілочок і розташовується в нижній частині крони дерева. Самиця відкладає 3-4 великих білих яйця, які висиджує сама.

## Підвиди
Існує два підвиди:
- O. r. ruficauda (Jardine, 1847) — Північно-Східна Колумбія, Північна Венесуела, Тобаго та острів Маргарита.
- O. r. ruficrissa (Sclater e Salvin, 1870) — Північна Колумбія та північно-західна Венесуела.